# Пухвел, Яан
Яан Пухвел (эст. Jaan Puhvel; 24 января 1932, Таллин) — американский ассириолог и лингвист эстонского происхождения.

## Биография
Родился 24 января 1932 года в Таллинне в семье гражданского инженера. Посещал гимназию Якоба Вестхольма, затем школу в Аэгвийду. В 1944 году вместе с семьёй бежал от советских войск в Финляндию, а затем в Швецию. В 1949 году в Стокгольме Пухвел окончил гимназию и в том же году вместе с семьёй переехал в Канаду. С 1949 по 1952 год он учился в Университете Макгилл в Монреале, а с 1952 по 1954 год — в Гарвардском университете. В 1954—1955 годах он получил стипендию для учёбы в Европе и отправился в университеты Парижа и Уппсалы.
Затем Пухвел работал преподавателем классических языков в Университете Макгилл и в Техасском университете в Остине. В 1959 году он получил степень доктора филологии в Гарвардском университете. С 1958 года он преподавал классические языки и сравнительное индоевропейское языкознание в Калифорнийском университете в Беркли, с 1964 года в звании профессора. С 1990-х годов он также являлся приглашённым профессором в Тартуском университете.
Яан Пухвел является автором множества публикаций по индоевропеистике. Его самая известная работа — ещё не завершённый этимологический словарь хеттского языка, первый том которого был опубликован в 1984 году.

## Семья
Яан Пухвел женат на эстонском микробиологе Сирйе Мадли Хансен (родилась в 1926), у них родилось трое детей. Его брат — эстонско-канадский литературовед Мартин Пухвел (род. 1933—2016).

## Сочинения
- Laryngeals and the Indo-European verb (Berkeley, Los Angeles 1960)
- Hittite Etymological Dictionary (Berlin, New York, Amsterdam)
  - 1984, Vol. 1 (A)
  - 1984, Vol. 2 (E, I)
  - 1991, Vol. 3 (H)
  - 1997, Vol. 4 (K)
  - 2001, Vol. 5 (L)
  - 2004, Vol. 6 (M)
  - 2007, Vol. 7 (N)
  - 2011, Vol. 8 (PA)
- Comparative mythology (Baltimore, London 1987, ISBN 978-0801839382)
- Indoeuropaea. Delectus operum minorum annos 1952-1977 complectus (Innsbruck 1989)
- Homer and Hittite (1991)
- Studies in Honor of Jaan Puhvel (1997, ISBN 978-0941694544)